# Sergueï Fessikov
Sergueï Vassilievitch Fessikov (russe : Сергей Васильевич Фесиков), né le 21 janvier 1989 est un nageur russe. Il a détenu le record du monde du 100 m individuel 4 nages en petit bassin avant de se le faire ravir par le Slovène Peter Mankoč le 12 décembre 2009 à Istanbul.
Il est l'actuel détenteur, avec l'équipe russe, du record du monde du 4 × 50 m 4 nages en petit bassin, établi en 3 min 19 s 16 à Saint-Petersbourg le 20 décembre 2009.

## Biographie
Pour ses débuts au niveau international lors des Championnats d'Europe de natation en petit bassin 2007 à Debrecen, Fessikov remporte la médaille de bronze en individuel aux 100 mètres quatre nages et termine sixième au 50 m nage libre, échouant en séries pour le 100 mètres nage libre. Avec ses coéquipiers russes Stanislav Donets, Dmitri Komornikov et Yevgeny Korotysjkin il obtient la médaille d'argent dans le relais. Dans le 4 × 50 mètres nage libre il finit à la quatrième place avec Andrei Gretsjin, Yevgeny Lagoenov Alexander Soechoroekov.
Aux Championnats d'Europe de natation 2008 à Eindhoven LC, la Russie termine septième dans le 50 mètres nage libre. Dans le 100 mètres nage libre et le 50 mètres dos, il est éliminé en demi-finale. Dans la finale du 4 × 100 mètres, Fessikov et Yevgeny Lagoenov, Andrei et Andrei Kapralov Gretsjin sont disqualifiés par un mauvais relais de Kapralov. Avec Stanislav Donets, Grigory Falko et Nikolay Skvortsov, il forme une équipe dans les séries des quatre nages 4 × 100 mètres, qui remporte la finale avec Arkady Vjatsjanin Falko, Yevgeny Korotysjkin et Andrei Gretsjin.
Durant les Jeux olympiques d'été de 2008 à Beijing avec Lagoenov Fessikov, et Gretsjin Kapralov dans les séries du 4 × 100 mètres. En Rijeka, la fédération de Russie prend part Championnats européens de natation en petit bassin 2008, où il termine cinquième au 100 mètres quatre nages et sixième au 50 m nage libre mètres et est éliminé en séries du 100 mètres nage libre. Sur le 4 × 50 mètres nage libre, il finit avec Yevgeny Lagoenov, Andrei et Aleksandr Gretsjin Soechoroekov à la quatrième place. Avec Stanislav Donets, Sergueï et Nikolaï Skvortsov Gejbel il nage dans les séries des 4 × 50 mètres quatre nages, et obtient en finale la médaille d'argent la finale.
Aux championnats d'Europe de natation en petit bassin 2009 à Istanbul Fessikov remporte la médaille d'argent au 100 mètres quatre nages et la médaille de bronze aux 50 mètres nage libre, échouant dans les séries du 100 mètres nage libre. Avec Yevgeny Lagoenov, Oleg et Andrei Tichobajev Gretsjin, il termine quatrième dans le 4 × 50 mètres nage libre.
Aux championnats d'Europe 2010 à Budapest, la Russie est éliminée en demi-finale du 50 mètres nage libre. Dans le 4 × 100 mètres, il forme avec Nikita Lobintsev, Yevgeny Lagoenov et Aleksandr Soechoroekov une équipe qui parvient en finale et obtient l'or.
Aux Jeux olympiques de 2012 à Londres, Fessikov a été éliminé dès les séries sur 50 m nage libre. Il avait auparavant pris part au relais sur le 4 × 100 m, en participant à la qualification de son équipe pour la finale, mais n'a pas été retenu parmi les 4 nageurs pour cette dernière qui a vu le relais russe prendre la médaille de bronze.

## Palmarès

### Jeux olympiques
- Jeux olympiques 2012 à Londres ( Royaume-Uni) :
  -  Médaille de bronze du relais 4 × 100 m nage libre

### Championnats du monde
Petit bassin
- Championnats du monde 2010 à Dubaï ( Émirats arabes unis) :
  -  Médaille d'argent du relais 4 × 100 m nage libre
  -  Médaille d'argent du relais 4 × 100 m 4 nages (ne participe qu'aux séries)
  -  Médaille de bronze sur 100 m quatre nages
- Championnats du monde 2014 à Doha ( Qatar) :
  -  Médaille d'or du relais 4 × 50 m nage libre
  -  Médaille d'argent du relais 4 × 100 m nage libre
- Championnats du monde 2018 à Hangzhou ( Chine) :
  -  Médaille d'argent du relais 4 × 50 m nage libre (ne participe qu'aux séries)
  -  Médaille d'argent du relais 4 × 100 m nage libre

### Championnats d'Europe
Grand bassin
- Championnats d'Europe 2010 à Budapest ( Hongrie) :
  -  Médaille d'or sur 4 × 100 m nage libre
- Championnats d'Europe 2014 à Berlin ( Allemagne) :
  -  Médaille d'argent sur 4 × 100 m nage libre

Petit bassin
- Championnats d'Europe en petit bassin 2007 à Debrecen ( Hongrie) :
  -  Médaille de bronze sur 100 m quatre nages
- Championnats d'Europe en petit bassin 2009 à Istanbul ( Turquie) :
  -  Médaille d'or sur 4 × 50 m quatre nages
  -  Médaille d'argent sur 100 m quatre nages
  -  Médaille de bronze sur 50 m nage libre
- Championnats d'Europe en petit bassin 2011 à Szczecin ( Pologne) :
  -  Médaille d'or sur 100 m nage libre
  -  Médaille d'argent sur 50 m nage libre
  -  Médaille d'argent sur 4 × 50 m nage libre
  -  Médaille d'argent sur 4 × 50 m quatre nages
- Championnats d'Europe en petit bassin 2013 à Herning ( Danemark) :
  -  Médaille d'or sur 4 × 50 m nage libre
  -  Médaille d'or sur 4 × 50 m nage libre mixte
  -  Médaille d'argent sur 100 m quatre nages
- Championnats d'Europe en petit bassin 2015 à Netanya ( Israël) :
  -  Médaille d'or sur 100 m quatre nages

## Records

### Meilleurs temps personnels
Les meilleurs temps personnels établis par Mihail Alexandrov dans les différentes disciplines sont détaillés ci-après.
| Épreuve                   | Temps         | Compétition                  | Lieu              | Date            |
| 50 m nage libre           | 22 s 02       | XXV Universiade              | Belgrade (SRB)    | 10 juillet 2009 |
| 100 m nage libre          | 48 s 43       | XXV Universiade              | Belgrade (SRB)    | 9 juillet 2009  |
| 200 m nage libre          | 1 min 52 s 67 | Championnats d'Europe Junior | Anvers (BEL)      | 20 juillet 2007 |
| 50 m dos                  | 25 s 76       | Mare Nostrum                 | Monte-Carlo (MON) | 5 juin 2010     |
| 50 m papillon             | s             | Championnats open de Russie  | Moscow            | 27 avril 2009   |
| 100 m nage libre (relais) | 48 s 31       | XXV Universiade              | Belgrade (SRB)    | 5 juillet 2009  |
| 200 m nage libre (relais) | 1 min 48 s 90 | XXV Universiade              | Belgrade (SRB)    | 10 juillet 2009 |

| Épreuve                   | Temps         | Compétition                                            | Lieu              | Date             |
| 50 m nage libre           | 20 s 83       | Coupe Vladimir Salnikov                                | Saint Petersburg  | 20 décembre 2009 |
| 100 m nage libre          | s             | Championnats d'Europe de natation en petit bassin 2009 | Istanbul          | 11 décembre 2009 |
| 200 m nage libre          | 1 min 45 s 76 | Championnats de Russie en petit bassin                 | Saint Petersburg  | 7 février 2009   |
| 50 m dos                  | s             | FINA/ARENA Swimming World Cup                          | Stockholm (SWE)   | 7 novembre 2010  |
| 100 m 4 nages             | 50 s 95       | FINA: World Cup No 4 - 2009 Series                     | Berlin (GER)      | 14 novembre 2009 |
| 200 m 4 nages             | 1 min 58 s 17 | Championnats de Russie en petit bassin                 | Saint Petersbourg | 9 février 2009   |
| 50 m nage libre (relais)  | 20 s 49       | Championnats d'Europe de natation en petit bassin 2009 | Istanbul          | 10 décembre 2009 |
| 100 m nage libre (relais) | 45 s 54       | Coupe Vladimir Salnikov                                | Saint Petersbourg | 20 décembre 2009 |